# Derby Moskwy w piłce nożnej (CSKA–Spartak)
Derby Moskwy, również Główne derby Moskwy (ros. Главное московское дерби) – piłkarskie derby Moskwy pomiędzy drużynami CSKA i Spartak.
Rywalizacja w wymiarze sportowym pochodzi z walki obu klubów o trofea mistrzowskie, zaś na płaszczyźnie kibicowskiej wynika z przyjaźni kibiców CSKA z fanami Dinama i ich wspólnej niechęci do Spartaka.